# The Last Command
The Last Command es un álbum de heavy metal lanzado en 1985 por la banda W.A.S.P. El disco fue producido por Spencer Proffer, quien también produjo el clásico "Metal Health" de Quiet Riot. 
Un nuevo miembro fue añadido a la agrupación para el lanzamiento de este álbum, se trata de Steve Riley en la batería. El disco vendió cerca de 1 millón de copias. Susperia, Nokturnal Mortum y Nightwish han hecho versiones de la canción "Wild Child".

## Lista de canciones
1. "Wild Child" (Lawless/Holmes) – 5:12
2. "Ballcrusher" (Lawless/Holmes) – 3:27
3. "Fistful of Diamonds" – 4:13
4. "Jack Action" (Lawless/Riley) – 4:16
5. "Widowmaker" – 5:17
6. "Blind in Texas" – 4:21
7. "Cries in the Night" – 3:41
8. "The Last Command" – 4:10
9. "Running Wild in the Streets" (Lawless/Proffer) – 3:30
10. "Sex Drive" (Lawless/Holmes) – 3:12

## Miembros
- Blackie Lawless: Voz, bajo
- Chris Holmes: Guitarra
- Randy Piper: Guitarra
- Steve Riley: Batería